# 松井圭介
松井 圭介（まつい けいすけ、1958年 - ）は、日本の地方公務員。愛知県企業庁長、愛知県副知事、上飯田連絡線取締役副社長を経て、名古屋高速道路公社理事長。

## 人物・経歴
愛知県一宮市出身。愛知県立一宮西高等学校卒業後、1981年に名古屋大学法学部を卒業し、愛知県入庁。地域振興部交通対策課長や、政策企画局政策調整課長、総務部人事局長、政策企画局長等を経て、2018年愛知県企業庁長。2019年には石原君雄の後任として副知事に就任し、防災安全局、建設局、都市整備局、建築局、スポーツ局を担当するとともに、ラグビーワールドカップ2019組織委員会理事、愛知・名古屋アジア競技大会組織委員会評議員、上飯田連絡線取締役副社長等も兼務。中央新幹線南アルプストンネル掘削問題では、難波喬司静岡県副知事の訪問を受け、対応にあたった。2020年東海国立大学機構経営協議会委員。2023年退任、名古屋高速道路公社理事長。